# Hirskie
Hirskie, Horucko (ukr. Гірське, Hirśke) – wieś na Ukrainie, w obwodzie lwowskim, w rejonie stryjski, w hromadzie Mikołajów.
Do 1946 roku miejscowość nosiła nazwę Horucko (ukr. Горуцко).
Wzmiankowana po raz pierwszy w 1492 roku. Wieś prawa wołoskiego, położona była w drugiej połowie XV wieku w ziemi przemyskiej województwa ruskiego. W II Rzeczypospolitej miejscowość była siedzibą gminy wiejskiej Horucko w powiecie drohobyckim województwa lwowskiego. Wieś liczy 3000 mieszkańców.
Proboszczem greckokatolickim we wsi był ks. Iwan Łomnycki (Jan Łomnicki, z. 29 lipca 1888), dziekan.